# D'amore
D'amore är ett studioalbum av den svenske folkmusikern Pelle Björnlert, utgivet 2019 på skivbolaget Gammalthea.
Albumet är Björnlerts tionde och hans första med enbart egenkomponerad musik. Låtarna är skrivna från början av 2000-talet och framåt och bland dessa återfinns "Vår marsch", skriven på Rågö, och tillägnad Björnlerts hustru Marie. Albumet släpptes på Korröfestivalen den 26 juli 2019 och i anslutning till detta hölls en konsert.
Albumet titel D'amore syftar dels på instrumentet violino d’amore, dels på Björnlerts kärlek till musiken och "de platser och människor som varit hans inspirationskällor".

## Låtlista
Alla låtar är komponerade av Pelle Björnlert.
1. "Tema och sidotema"
2. "Norske dansen"
3. "Pelle Fors glömda"
4. "Vals Vivaldi"
5. "Polonesse Italiano"
6. "Reinländer som vänder"
7. "I sista rycket"
8. "Martins polska"
9. "Den hetaste dagen"
10. "Polonesse inkognito"
11. "Paus"
12. "Aria"
13. "Polska tillägnad Sven Donat"
14. "Billy"
15. "Vår marsch"
16. "En ovanligt vanlig vals"
17. "Johanna och Ola"
18. "Ett vacklande sinn"
19. "Från mig till dig"
20. "Lokal hymn"
21. "Livet går som en vals"

## Medverkande musiker
- Pelle Björnlert - fiol, altfiol
- Johan Hedin - nyckelharpa
- Anders Löfberg - fiol, cello, kontrabas
- Erik Pekkari - dragspel
- Nora Roll - basgamba

## Mottagande
Lira Musikmagasins Thomas Fahlander recenserade albumet i positiva ordalag. Han skrev: "Det blir raskt och piggt (födelsedagar), pampigt (brudmarscher) och episkt, storslaget (jubileer). En vals inspirerad av tredje satsen i Vivaldis A-mollkonsert är en riktig godbit. Lyssna på den. Som den spelman han är komponerade han till sitt eget bröllop: brudmarsch och brudvals. Marschen blev storslagen, valsen blev drömsk, svävande, smäktande. Den är enkel men så god, så fin."